# 格奥尔基·亚历山德罗维奇·巴加图里亚
格奥尔基·亚历山德罗维奇·巴加图里亚（俄語：Георгий Александрович Багатурия，1929年3月22日—2020年2月7日），苏联哲学家，马克思主义研究专家。苏共中央马列主义研究院高级研究员，莫斯科国立大学教授。

## 生平
1929年3月22日出生于莫斯科。1952年毕业于莫斯科国立大学哲学系。1952年至1992年在苏共中央马列主义研究院工作。1971年开始在莫斯科国立大学任教，曾任哲学研究所所长。1972年获哲学副博士学位。1988年获全博士学位。1981年任马克思恩格斯全集历史考证版编辑委员会主席。1989年获功勋科学工作者称号。1992年开始在俄罗斯国家社会政治历史档案馆工作。2020年2月7日逝世。

## 作品
- 巴加图里亚. . 由陆忍翻译. 北京: 中国人民大学出版社. 1981-05.
- 巴加图里亚; 维戈茨基. . 北京: 贵州人民出版社. 1981-07.
- 巴加图里亚. 由李树柏翻译. . 世界哲学. 1982, (2): 1–8.
- 巴加图里亚. 由常文翻译. . 国外社会科学. 1983, (12): 9–12.
- 巴加图里亚. 由刘森林等翻译. . 现代哲学. 2003, (2): 1–3. doi:10.3969/j.issn.1000-7660.2003.02.001.
- 巴加图里亚; 瓦西娜. 由李兴耕翻译. . 马克思主义研究. 2005, (6): 85–89.
- 巴加图里亚. 由徐洋翻译. . 国外理论动态. 2005, (11): 17–22.